# Touchdown 21
Touchdown 21 (Eigenschreibweise: TOUCHDOWN 21) ist ein partizipatives Forschungsprojekt zum Thema Down-Syndrom, in dem Menschen mit und ohne Down-Syndrom gleichberechtigt zusammenarbeiten. Das Projekt versucht so, einen neuen Blickwinkel auf das Thema zu eröffnen und dadurch zugleich die öffentliche Wahrnehmung von Menschen mit Down-Syndrom zu verändern. Durch die Koppelung der Forschungsarbeit an eine ausführliche Internetpräsenz und an eine Ausstellung in der Bundeskunsthalle will Touchdown 21 eine breite Öffentlichkeit erreichen. Menschen mit Down-Syndrom sind dabei in alle Bereiche des Projekts aktiv einbezogen. So sitzt beispielsweise mit Julia Bertmann eine Frau mit Down-Syndrom im Beirat des Projektes.

## Geschichte

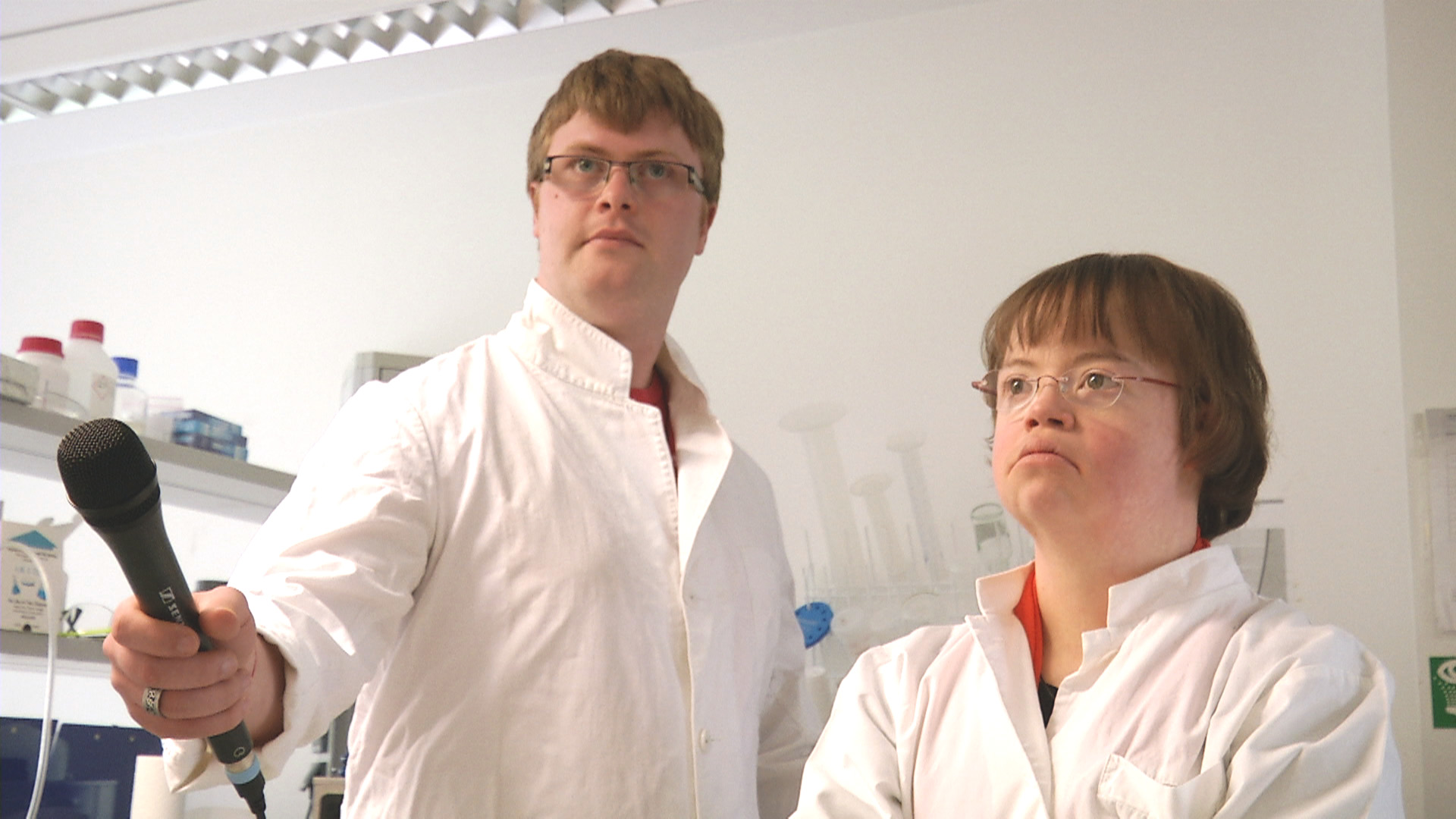
Mitarbeiter der Trisomie-21-Forschungsgruppe bei der Arbeit

Das Projekt entstand ursprünglich aus einer Idee der Humangenetikerin und Biologin Katja de Bragança, seit 1998 Chefredakteurin des Magazins Ohrenkuss. Entscheidend war dabei der Gedanke, dass bisher nur in begrenztem Maße Lobbyarbeit durch Menschen mit Down-Syndrom betrieben wurde.
Konkret umgesetzt wird das Projekt unter dem Namen Touchdown 21 seit 2015. Es handelt sich hierbei um das erste partizipative Forschungsprojekt zum Thema Down-Syndrom. 
Menschen mit Down-Syndrom treten im Rahmen des Forschungsprojektes als Experten in eigener Sache auf. Sie werden in alle Bereiche des Projektes einbezogen. So wurde beispielsweise am 14. Mai 2014 die Trisomie-21-Forschungs-Gruppe gegründet, die sich mit den genetischen und biologischen Grundlagen des Syndroms beschäftigt. Die Tätigkeit dieser Gruppe wurde bereits 2014 vom MDR in der Dokumentation Moderne Diagnostik – Eine Welt ohne Behinderung? thematisiert.

## Themen
Der umfassende Anspruch des Projektes ist die Erstellung der ersten umfassenden Kulturgeschichte des Down-Syndroms. Angefangen bei den historischen Spuren von Menschen mit Down-Syndrom in der Vormoderne, die beispielsweise von der Bremer Forschungsgruppe „Homo debilis“ erforscht wird, über die erstmalige Identifizierung von Menschen mit Down-Syndrom als Kategorie durch den englischen Mediziner John Langdon-Down, beschäftigt sich Touchdown 21 mit allem, was es zum Down-Syndrom zu wissen gibt. Dazu gehört beispielsweise auch die Erkundung der genetischen Entstehungsbedingungen von Trisomie 21. Da sämtliche Ergebnisse von Menschen mit Down-Syndrom kommentiert und beleuchtet werden, eröffnet das Projekt eine neue Perspektive.
Neben der wissenschaftlichen Beschäftigung mit dem Down-Syndrom stellt das Projekt auch die Erfahrungswirklichkeit von betroffenen Menschen in den Vordergrund. So berichten die Beteiligten von ihrem Alltag, ihrem Umgang mit der Behinderung und den Themen, die sie in ihrem Leben beschäftigen.

## Publikation

### Webportal
Alle Ergebnisse des Forschungsprojektes werden auf der eigenen Website gebündelt und veröffentlicht. Die Website dient unterschiedlichen Nutzergruppen als Informationsplattform. Dabei wird besonderer Wert darauf gelegt, dass die Seite sprachlich für alle verständlich ist. Zur Übersetzung der Forschungsergebnisse in klare Sprache wird die Internetpräsenz des Projektes von einer Expertin für Leichte Sprache, Anne Leichtfuß, betreut. Im Laufe des Jahres 2016 sollte die Website zudem ins Englische übersetzt werden.
Neben den eigenen Forschungsergebnissen stellt das Infoportal auch externe Forschungsergebnisse und -berichte zur Verfügung.

## Ausstellungen

### Touchdown: Eine Ausstellung mit und über Menschen mit Down-Syndrom
Die Ausstellung Touchdown: Eine Ausstellung mit und über Menschen mit Down-Syndrom wurde vom 29. Oktober 2016 bis zum 18. Februar 2017 in der Bundeskunsthalle in Bonn gezeigt. Im Anschluss daran gab es weitere Stationen 2017 in der KulturAmbulanz Bremen und 2018 im Zentrum Paul Klee in Bern. Die Ausstellung wurde von insgesamt mehr als 80.000 Menschen besucht.
An der Konzeption der Ausstellung waren neben der Kuratorin Katja de Bragança in beratender Funktion u. a. der Regisseur und Wissenschaftsjournalist Heinz Greulig und der stellvertretende Direktor der Stiftung Gedenkstätten Buchenwald und Mittelbau-Dora, Rikola-Gunnar Lüttgenau, beteiligt. Als Ausstellungsleiterin agierte Henriette Pleiger. An der Umsetzung des Ausstellungskonzeptes waren wiederum auch Menschen mit Down-Syndrom maßgeblich beteiligt.

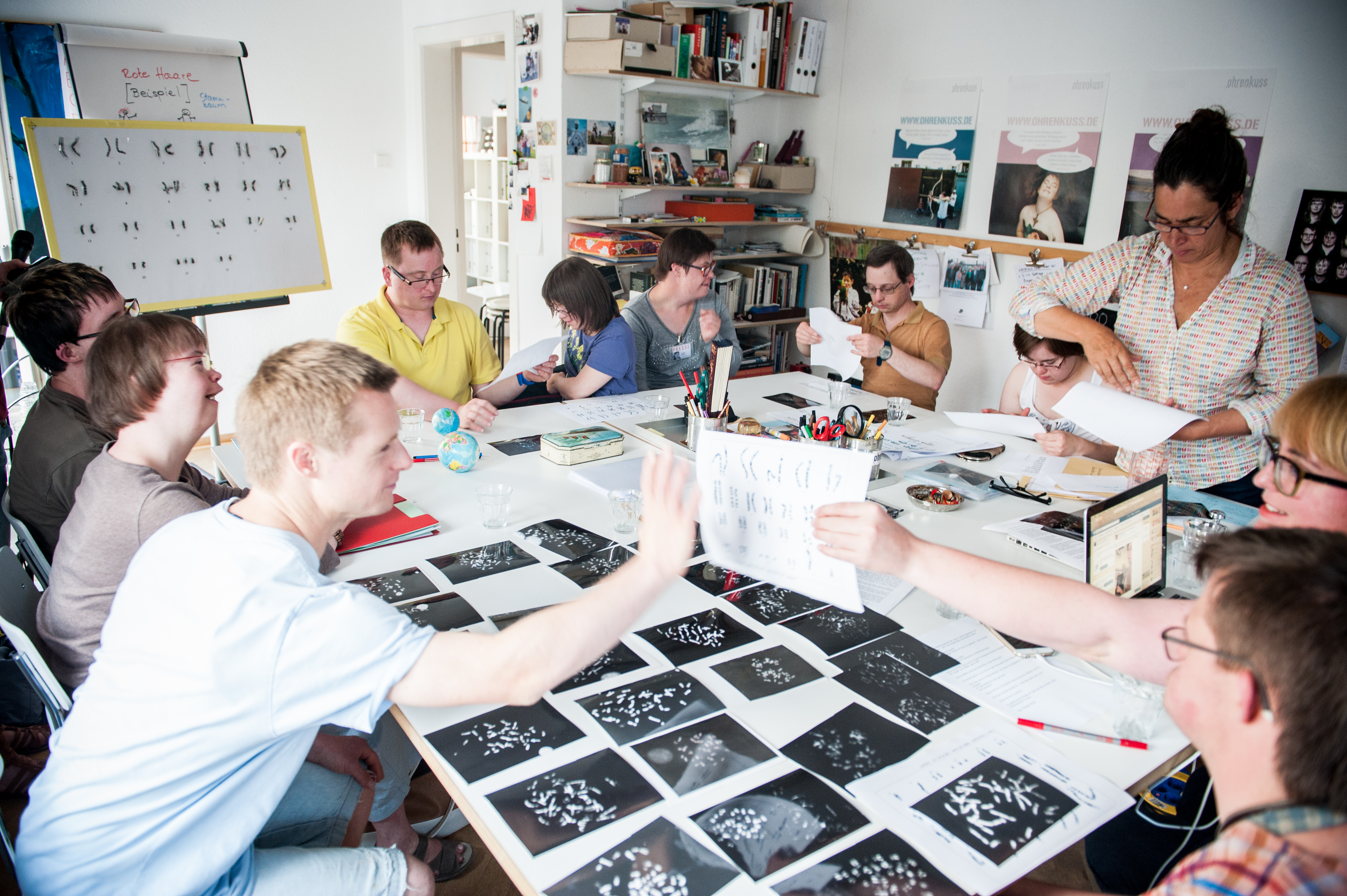
Workshop zum Thema Chromosomen

Das Thema der kulturhistorischen Ausstellung war zum einen die historische und wissenschaftliche Erkundung des Down-Syndroms, zum anderen wurden Fragen darüber gestellt, wie Menschen mit Down-Syndrom leben und leben wollen. Die Ausstellung bestand daher aus einer Reihe von Exponaten aus den Fachbereichen Archäologie, Zeitgeschichte, Genetik, Medizin, Soziologie, Literatur, Film, Theater und Bildende Kunst.

### Ausstellung in der Ukraine
In den Jahren 2018 und 2019 folgte eine weitere Ausstellung in der Ukraine. Sie hatte den Titel ЩО ВАЖЛИВО – Мистецька виставка про та за участі людей із синдромом Дауна (deutsch: Was wichtig ist – Kunstaustellung über und mit Menschen mit Down-Syndrom). Die Ausstellung war 2018 in Kiew und 2019 in Odessa zu sehen.

## Kongress
Für das Jahr 2020 plante die Forschungsgruppe Touchdown 21 einen partizipativen Kongress zum Thema Down-Syndrom und eine damit einhergehende wissenschaftliche Publikation. Genauere Informationen wurden bisher nicht veröffentlicht. Durch den Kongress und das Internetportal wollte Touchdown 21 unter anderem Wissenschaftler vernetzen, die weltweit zum Thema Down-Syndrom forschen.

## Pressereaktionen
- „Schreiben ist Freiheit! Touchdown 21 gibt Einblicke in das Leben von Menschen mit Down-Syndrom“, in: Katholische Bildung. Verbandsorgan des Vereins katholischer deutscher Lehrerinnen e. V. (4/2016)
- „Touchdown 21 – ein Forschungs-Projekt mit und über Menschen mit Down-Syndrom“, in: KIDS Aktuell. Magazin zum Down-Syndrom (33/2016)
- „Mein Leben ist anders als eures“ auf domradio.de am 10. November 2015
- „Ich bin doch ein Teil dieser Gesellschaft“ auf general-anzeiger.de am 16. Oktober 2015
- „Touchdown21: Die Welt soll mehr wissen über das Down-Syndrom“ auf dem Blog des Stern am 13. Oktober 2015
- „Das Touchdown 21-Projekt möchte alles über das Leben von Menschen mit Down-Syndrom wissen“ auf www.clausstille.com am 23. September 2015
- „Projekt: Touchdown 21“ auf Hurraki Tagebuch am 19. September 2015
- „Touchdown 21: Forschungsprojekt und Ausstellung zum Down-Syndrom“ auf www.rehacare.de am 18. September 2015
- „Das Anders-Sein erforschen“ in: rhw-praxis (4/2015)

## Nominierungen
- Grimme Online Award 2016 in der Kategorie WISSEN und BILDUNG.[14]